# Kriegerdenkmal (Görzke)

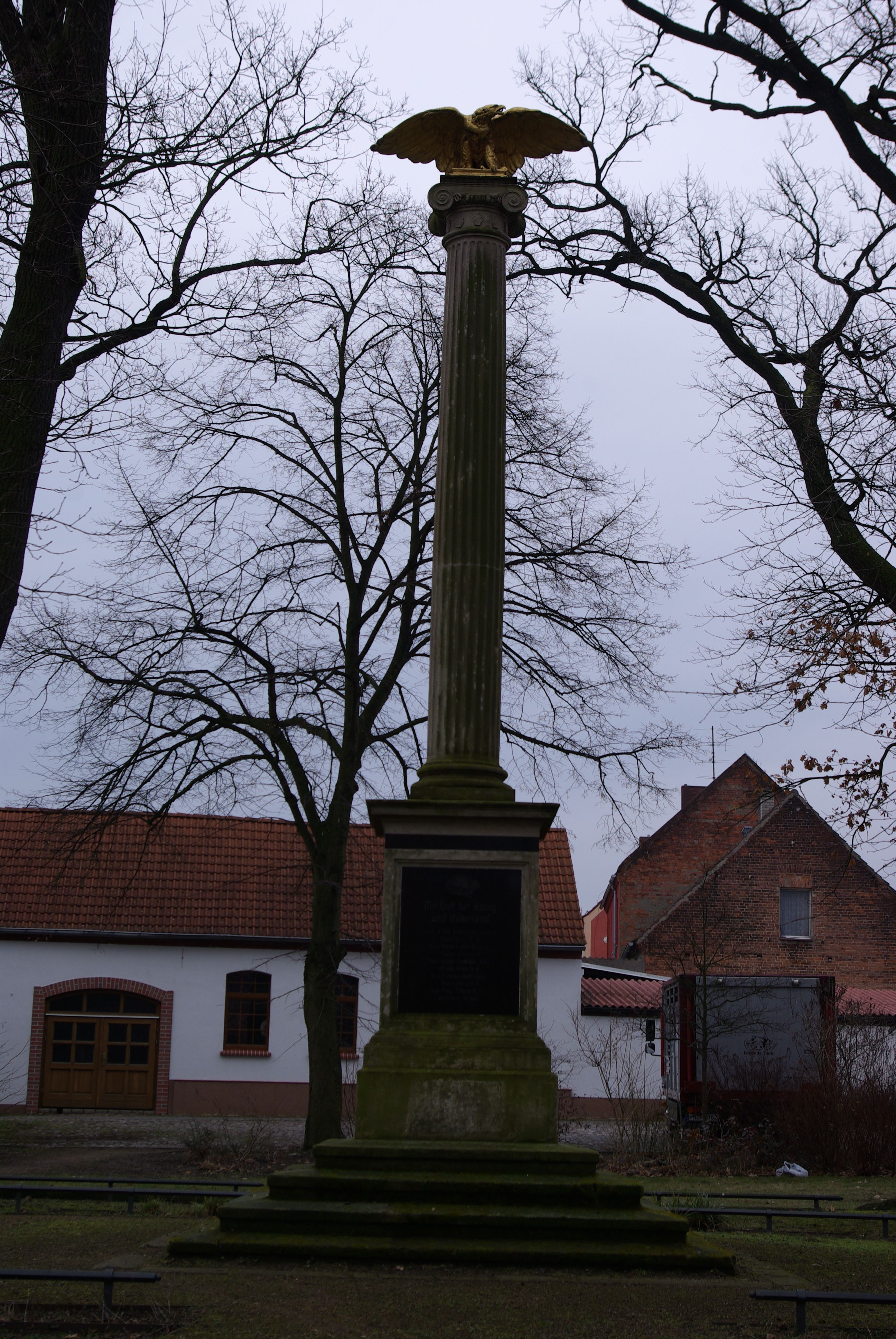
Kriegerdenkmal am Markt in Görzke

Das Kriegerdenkmal am Markt ist eine Erinnerung an die im Krieg gefallenen Soldaten aus Görzke, einer Gemeinde im Westen des Landkreises Potsdam-Mittelmark im Land Brandenburg.

## Lage
Die Breite Straße führt von Osten kommend auf den Marktplatz zu. Südlich hierzu verläuft parallel die August-Bebel-Straße, die sich beide am Markt vereinen. Dort steht das Denkmal auf einem Grundstück, das mit einem niedrigen Zaun eingefriedet ist.

## Geschichte
Am 2. September 1879 wurde das Denkmal für die gefallenen Soldaten aus dem Deutsch-Französischen Krieg enthüllt. Nach dem Ende des Ersten Weltkrieges ließ die Gemeinde die Gedenktafeln abmontieren und brachte am 30. August 1925 neue Tafeln an. Diese beinhalten auch die Namen der 88 im Ersten Weltkrieg gefallenen Görzker.

## Baubeschreibung
Das Brandenburgische Landesamt für Denkmalpflege und Archäologische Landesmuseum (BLDAM) vermutet, dass ein Bildhauer Voigt den Entwurf für das Denkmal erstellte. Die Säule besteht aus Sandstein und ist 8,48 m hoch. Der Sockel ist quadratisch und trägt nach Norden hin eine Gedenktafel. Oberhalb eines profilierten Gesims ist eine ionische Säule, darauf ein Adler mit ausgebreiteten Schwingen.